# Gustav Schönwald

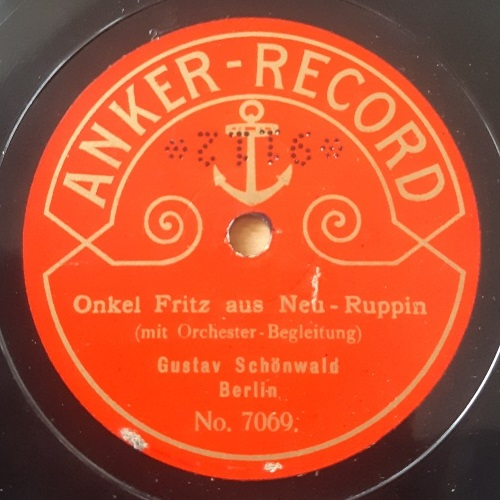
Schallplatte von Gustav Schönwald (Berlin 1905)

Gustav Schönwald (* 28. Juni 1868 in Berlin; † 25. August 1919 in Berlin) war ein deutscher Schauspieler, Vortragskünstler, Filmregisseur, Industrie- und Medienpionier.

## Leben
In den 1880er Jahren war er Schauspieler am Berliner Stadttheater. Er trat hervor als Pionier der modernen technischen Medien, besonders der noch jungen „Phonographischen“ Industrie: er nahm nicht nur ab etwa 1895 für Berliner Firmen als „Spezial-Humorist für die Sprechmaschine“ heitere und ernste Texte auf Wachszylinder und Schallplatten auf, sondern war auch unternehmerisch aktiv. Er wurde Aufnahmeleiter bei den „Mephisto“ Phonographen-Werken und gehörte 1904 neben den Herren Heinrich Bumb und Carl König zu den Begründern der Schallplattenfirma BEKA. Auch dem neuen Medium der Kinematographie war er von Anfang an verbunden. Er war 1896 Geschäftsführer in Berlins erstem ortsfesten Kino in den „Wilhelmshallen“, Unter den Linden 21. Zwischen 1905 und 1917 betätigte er sich als Filmregisseur für diverse Produktionsgesellschaften in Berlin. Er führte 1916 Regie bei der Lichtspiel-Oper „Martha“.
Schönwald bildete in seinem Repertoire das Deutschland der Kaiserzeit um die Jahrhundertwende ab. Seine humoristischen Szenen spielten in Markthallen, auf der Eisenbahn, am Stammtisch, beim Radrennen, auf dem Jahrmarkt und bei Gericht. Besonders angetan hatten es ihm technische Neuheiten wie Kino, Telefon und Zeppelin. Seine Couplets stammten aus dem Milieu der Tanzkomiker und Soubretten und wiesen ihn auch als versierten Sänger und Vortragskünstler aus. Er trug nicht nur eigene Texte vor, sondern auch Werke anderer zeitgenössischer Künstler, etwa von Robert Steidl und Otto Reutter.
Seine letzten Lebensjahre verbrachte Schönwald, der schwer nervenleidend war, im Sanatorium von James Fraenkel in Berlin-Lankwitz. Dort ist er am 25. August 1919 gestorben.

## Tondokumente (Auswahl)

### Auf Edison Zylindern
- No.15 009 Auf dem Kasernenhofe
- No.15 023 Das unruhige Haus
- No.15 061 Eine lustige Eisenbahnfahrt
- No.15 068 Auf dem Jahrmarkt
- No.15 184 Mensch, hast du ‘ne Weste an. Couplet
- No.15 217 Der stumme Musikant vor Gericht
- No.15 250 Der Rixdorfer
- No.15 306 Die Kameruner Wachtparade (Winterling)
- No.15 316 Auf der Radrennbahn
- No.15 365 Das Sumpfhuhn. Couplet (Böhme)
- No.15 412 Das Bett. Couplet (Spahn)
- No.15 449 Kinder, seht bloß den Zylinder! 15.01.1906
- No.15 553 Die Welt ist wie ein Hühnerstall (Musik: Bretschneider)
- No.15 676 Wenn ich ein Cannibale wär’ (Meinhold), Couplet
- No.15 939 Das Rübenschwein (Winterlé), Couplet
- No.15 946 Mit Zeppelin im Luftballon
- No.15 961 Der Gardeleutnant
- No.4-15 045 Der träumende Michel (O.Reutter)
- No.4-15 068 Im Berliner Zoo
- No.4-15 058 Im Gesangverein
- No.4-15 094 In der Manege

### Auf Schallplatten
- Eine lustige Eisenbahnfahrt (mit Ida Mayer): Gramophone 41 252 (mx. 3968) [7' Gr&T]
- Lehmanns Hochzeit in der Mulackstraße: Grammophon 21 071 (mx. 1326 z)
- Im Berliner Zoo (mit Else Güde): Zonophone x5-21 017 (mx. 1568 ab)
- Geburtstagsgruß: Zonophon 17 185 (mx. 14 961 L)
- Naucke im Kientopp (TuM.: Schön): Zonophon 17 185 (mx. 14 965 L)
- Onkel Fritz aus Neuruppin (O. Reutter): Favorite 1-17 094 (mx. 339 -m-) ohne namentliche Nennung von Schönwald auch auf: Mill Opera Record No.1284 Serie 1228
- Die Sintflut. Couplet: Favorite 1-17 155 (mx. ?)
- Wenn meine Frau sich auszieht: Couplet	Favorite 1-17 156 (mx. 336 -m-) [Melodie: La Maxixe, 1906]
- Die Polizei. Couplet: Favorite 1-17 892 (mx. 12 993 -o-)
- Der galante Zahnarzt: Favorite 1-17 893 (mx. 12 995 -o-)
- Der musikalische Clown (Musik: Kollo): Odeon O-1242 (mx. Be 127)
- Der stumme Musikant vor Gericht: Odeon O-1243 (mx. Be 128)
- Paradekritik: Odeon O-1341 (mx. Be 129)
- Na nu tun’se man nich so! (O. Reutter) Odeon Nr.34 331 (mx. Bx 728) [27cm]
- Mit dem Zippel, mit dem Zappel, mit dem Zeppelin (O. Reutter): Sport Record 3205 (mx. 11 617)
- Der Hirschfeld kommt!: Couplet (O. Reutter) Alpha Record No. 3204 B [1908]
- Block-Couplet (O. Reutter): Mill Opera Record No. 11 921
- Hauswirt Klaucke treibt die Miete ein: Mill-Opera Record No. 11 923
- Hirsch in der Tanzstunde (Dalatkiewicz): Homocord B.1479 (mx. M 1624)
- Der liebe Onkel: Beka Grand Record No.15 541
- Klein Elschens Weihnachtswunsch: Beka B.3755-II (mx. 14 594), auch auf Parlophon P.1365 (mx. 1365) [1913]
- Weihnachtsbescherung: Polyphon Record Bestell-Nr.2651
- Wer will unter das Theater: Pathé # 15 819 (mx. 66 780 R.A.)
- Im Zoologischen Garten: Pathé # 14 566 (mx. 46 141 G.R.)
- Ein Studentenabenteuer: Pathé 14668 (32463 R)
- Spatzenliebe: Pathé 14669 (31974 R)
- Posaunenmüller: Zonophone Record lila 622000 (5062 1/2 L)
- Schnadahüpfel, mit verschiedenen Instrumenten: Zonophone Record lila 622001 (3054 1/2 r)
- Die Frau im Haus und Beruf (Urgiß): Berolina No. 1668 (mx. 1688)

## Wiederveröffentlichungen
Wiederveröffentlichungen sind erschienen auf Edison-Zylinder von der Cylinder Preservation and Digitization Project der Santa Barbara Universität Californien unter der Bezeichnung German Comic Cylinders und auf Schallplatten: Das Bett, Silvesterrummel in Berlin, Im Berliner Zoo, Die Sintflut, Wenn meine Frau sich auszieht, Geburtstagsgruß, Block-Couplet, Onkel Fritz aus Neu-Ruppin, Ach, machen Sie das noch einmal, Du hast Diamanten und Perlen, Im Zoologischen Garten, Klein Elschens Weihnachtswunsch.
Gramofononline.hu nennt drei Aufnahmen von Schönwald mit anderen Künstlern. und bei Trikont kam die CD „Rare Schellacks - Berlin: Großstadtklänge 1908-1953“ (US-0265) heraus.

## Filmografie (Regie)
- 1905: Die Flucht und Verfolgung des Raubmörders Rudolf Hennig über die Dächer von Berlin
- 1906: Wie Fritzchen sich die Reichstags-Kämpfe und Neuwahlen denkt
- 1907: Die elektrische Ausstellung und das magnetische Kabel
- 1907: Das Schürzen-Regiment oder Das Weiber-Heer im Gefecht!!
- 1907: Durch Liebe zum Sieg
- 1908: Buchholzens Reise ins Hochgebirge
- 1908: Einmal und nicht wieder
- 1908: Im Irrwege der Liebe
- 1908: Das Verbrechen der Grete Beier
- 1915: Die Schaffnerin der Linie 6
- 1915: Seine eigene Frau
- 1916: Martha
- 1917: Das Karnickel
- 1917: Die Nacht der Entscheidung

## Abbildungen
- Bild Schönwalds
- Pathé # 14 566 (mx. 46 141 G.R.) Im Zoologischen Garten. Vorgetragen von Gustav Schönwald, Berlin. (Tiefenschriftplatte ohne Papier-Etikett mit ins Wachs geätzten Angaben)
- Schallplatte Favorite Record 1-17 892 (mx. 12 993 -o-) Die Polizei. Couplet. Gustav Schönwald, mit Orchesterbegleitung. Berlin.
- Schallplatte Favorite 1-17 893 (mx. 12 995 -o-) Der galante Zahnarzt. Gustav Schönwald, mit Helene Winter, Berlin.
- Ein Kinoplakat für die Lichtspieloper „Martha“ aus der DELOG-Post Heft 4, Januar 1917 ist bei Wedel S. 96 als Abb. 10 wiedergegeben. Der Spielplan vom Januar 1927 ist als Abb. 9 auf S. 94 zu sehen. Über die Aufführungen, u. a. im Königspavillon am 24. August 1917 zur Eröffnung der Leipziger Messe, vgl. S. 93.